# Terugslag
Terugslag is de kracht die tijdens het afvuren van een vuurwapen uitgeoefend wordt op het wapen zelf. Deze kracht is een gevolg van de derde wet van Newton: op elke actie volgt een even grote, maar tegengestelde reactie. 
Tijdens het afvuren wordt een voorwaartse stuwkracht overgebracht op de kogel, die resulteert in een even grote achterwaartse kracht. Doordat het wapen een veel grotere massa heeft dan de kogel, krijgt het wapen maar een geringe snelheid, maar doordat de snelheid van de kogel hoog is, is de terugslag toch zeer merkbaar.
Deze kracht wordt via de loop verder naar achteren doorgegeven. Bij handvuurwapens wordt deze kracht uiteindelijk via het lichaam van de schutter naar de grond geleid (afhankelijk van het wapen kan dit bij ongeoefende schutters tot verwondingen leiden), bij zwaardere vuurwapens zoals een kanon of gestationeerd machinegeweer wordt het via een statief of affuit geleid. 
Bij een pistool en een revolver bevindt de loop zich boven de hand van de schutter. Door de terugslag schiet de loop omhoog. Dat gebeurt echter pas nadat de kogel de loop heeft verlaten.
Een kanon staat steeds op een affuit, met wielen. Dat is niet alleen nodig om het kanon te verplaatsen, maar ook om de terugslag op te vangen; door de terugslag rijdt het kanon achteruit. Zou men het kanon vast op een vestingmuur bevestigen, dan zou de muur door de terugslag ernstige schade oplopen. Bij een scheepskanon wordt de terugslag deels opgevangen doordat het schip slagzij maakt. 
Bij veel automatische vuurwapens wordt de terugslag gebruikt om het wapen zichzelf te laten herladen.